# Montaigu (tổng)
Tổng Montaigu là một tổng, nằm ở tỉnh Vendée trong vùng Pays de la Loire.

## Các xã
Tổng Montaigu bao gồm các xã sau:
- Montaigu (thủ phủ): 4 708 người (1999)
- La Bernardière: 1 172 người (1999)
- La Boissière-de-Montaigu: 1 568 người (1999)
- Boufféré: 1 766 người (1999)
- La Bruffière: 3 101 người (1999)
- Cugand: 3 114 người (2004)
- La Guyonnière: 2 343 người (1999)
- Saint-Georges-de-Montaigu: 3 521 người (2004)
- Saint-Hilaire-de-Loulay: 3 569 người (1999)
- Treize-Septiers: 2 526 người (2004)